# La maja de los cantares
La maja de los cantares es una película de Argentina en blanco y negro dirigida por Benito Perojo según el guion de Pascual Guillén sobre la obra Los majos de Cádiz (1896) de Armando Palacio Valdés que se estrenó el 5 de julio de 1946 y que tuvo como protagonistas a Imperio Argentina, Mario Gabarrón, Amadeo Novoa y Carmelita Vázquez. En la película actúa el ballet de Gema Castillo.

## Sinopsis
Rupturas y reencuentros de una pareja de andaluces.

## Reparto
- Imperio Argentina
- Mario Gabarrón
- Amadeo Novoa
- Carmelita Vázquez
- Chita Soto
- María Luisa Ortiz
- Enrique San Miguel
- Vicente Ariño
- André Barretta (hijo)
- Laberinto y Terremoto
- Gema Castillo

## Comentarios
Manrupe y Portela la consideran una españolada al servicio de Imperio Argentina con escaso interés salvo para los amantes del género y la crónica de El Heraldo del Cinematografista dijo:

«Hermosas y animadas canciones, buenos cuadros coreográficos, ambiente andaluz logrado, buenos intérpretes [...] es la mejor película de Perojo realizada fuera de España.»